# Stoiciovți, Gabrovo
Stoiciovți (în bulgară Стойчовци) este un sat în comuna Gabrovo, regiunea Gabrovo,  Bulgaria. 

## Demografie
Componența etnică a satului Stoiciovți
     Bulgari (96,66%)
     Nicio identificare (3,33%)
     Altele (0%)
La recensământul din 2011, populația satului Stoiciovți era de 30 locuitori. Din punct de vedere etnic, majoritatea locuitorilor (96,66%) erau bulgari. Pentru 3,33% din locuitori nu este cunoscută apartenența etnică.